# Cylene
Cylene, nome artístico de Cilene Ribeiro de Sá Leite Chakur (Ibirataia, 8 de novembro de 1945), é uma cantora brasileira. É conhecida por fazer parte da formação original do grupo vocal feminino Quarteto em Cy, com suas irmãs, as também cantoras e compositoras Cyva, Cynara e Cybele.